# Olli Porthan

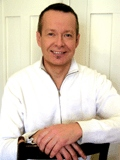
Olli Porthan.

Olli Kalevi Porthan, född 11 december 1957 i Tammerfors, är en finländsk organist. 
Porthan har studerat vid Sibelius-Akademin och Sweelinck-konservatoriet i Amsterdam. Han vann första pris i orgeltävlingen i Lahtis 1980, gav sin debutkonsert i Finlandiahuset 1983 och har därefter konserterat i Europa. Han blev lärare vid Sibelius-Akademin 1980 och professor där 1988. Han var ordförande för Organum-sällskapet 1986–1990.